# XQ-67A無人機
General Atomics XQ-67A是一款由通用原子航空系統有限公司為美國空軍研製的無人機。

## 發展
2023年2月，AFRL宣布將選擇GA-ASI為機外傳感器(OBSS)計劃建造和測試一款無人機。該原型機於2024年2月8日由GA-ASI公開發布。
XQ-67A於2024年2月28日從加州棕櫚谷附近的格雷比尤特機場首飛。AFRL宣布，「XQ-67A是第二世代自主協作平台中的第一款產品。繼克拉托斯XQ-58女武神的成功之後，XQ-67A證明了將平台化設計納入無人機設計的可行性。所謂平台就是類似汽車的基本框架，包括車身、底盤、大樑、懸掛系統等，只需要通過調整車輛參數，例如軸距、輪距等等，就可以衍生出不同的車型。而XQ-67採用一款被稱為「棄兵」的無人機平台。「棄兵」的概念類似汽車平台，包括機身、起落架，基本航空電子設備這些基本配置，佔據無人機成本的70%。未來XQ-67將可以通過搭配不同機翼、發動機和設備發展出不同用途的任務子類型，從低速偵察機、飛翼攻擊機到超高速戰鬥機都可以完成。

## 外部連結
- General Atomics XQ-67A webpage （页面存档备份，存于）